# Huang Xiaomin
Wang Xiaohong (chiń. 黃曉敏 ur. 14 kwietnia 1970 w Qiqihar) – chińska pływaczka. Srebrna medalistka olimpijska z Seulu.
Zawody w 1988 były jej jedynymi igrzyskami olimpijskimi. Zdobyła srebro na dystansie 200 metrów stylem klasycznym. W 1986 i 1990 na igrzyskach azjatyckich zdobyła trzy złote i dwa srebrne medale.